# Acústico (álbum de Raimundos)
Acústico é o quarto álbum ao vivo e o quarto DVD dos Raimundos, lançado em 28 de abril de 2017 pela Som Livre. Foi gravado no Teatro Positivo, em Curitiba, nos dias 17 e 18 de novembro de 2016, para cerca de 4.000 espectadores de todas as idades.
O álbum traz versões acústicas de sucessos consagrados de várias fases da banda, desde clássicos como "Esporrei na Manivela", "Eu Quero Ver o Oco" e "Mulher de Fases", até hits recentes, como "Baculejo", "Dubmundos" e "Gordelícia", em arranjos que contam com a presença de cordas, metais, percussão e teclados. Destaca-se ainda uma regravação de "Lugar ao Sol", da banda Charlie Brown Jr.. Falando em Charlie Brown Jr., o guitarrista Marcão Britto é um dos músicos convidados que participam de todo o álbum e que acompanhou os Raimundos durante a turnê do álbum.
O álbum conta com as participações de Alexandre Carlo (Natiruts), Dinho Ouro Preto (Capital Inicial), o grupo de rap Oriente, Ivete Sangalo, o ex-baterista Fred Castro e o filho de Digão, Rick Campos, tocando piano em "I Saw You Saying (That You Say That You Saw)".
No DVD, é possível ver uma projeção de clipes gigantes exibidas no show, numa tela ao fundo do palco. Os vídeos e desenhos foram produzidos durante dois meses por Jodele Larcher, que criou clipes especiais para cada uma das 27 músicas do roteiro do show.
A canção "Bonita" (gravada e lançada originalmente no álbum Lapadas do Povo, em 1997), foi escolhida como primeiro single de trabalho do álbum.

## Histórico
O álbum foi gravado ao vivo, em formato acústico, no Teatro Positivo, em Curitiba, nos dias 17 e 18 de novembro de 2016 para cerca de 4.000 espectadores de todas as idades. Enquanto o grupo esteve preparando o lançamento do álbum, foram divulgados trechos das gravações e até mesmo algumas músicas presentes no disco.
Em março de 2017, a música "Bonita" (gravada e lançada originalmente no álbum Lapadas do Povo, em 1997), foi escolhida como primeiro single de divulgação do álbum No dia 17 de abril, a banda disponibilizou o making of da gravação, com exclusividade pelo site da revista Rolling Stone Brasil. No dia seguinte, foi disponibilizada a capa do álbum no site da banda.
O álbum foi lançado no dia 28 de abril, primeiramente nos serviços de streaming, e no mês seguinte, nos formatos CD e DVD. No dia 5 de maio, o DVD foi transmitido ao vivo no canal oficial da banda no YouTube, sendo disponibilizado apenas por 24 horas.

## Faixas

### CD
1. Gordelícia
2. Palhas do Coqueiro
3. O Pão da Minha Prima
4. Papeau Nuck Doe
5. Rapante
6. Sereia da Pedreira
7. El Mariachi
8. Mulher de Fases (ft. Dinho Ouro Preto)
9. Dubmundos (ft. Oriente)
10. Bonita
11. Opa! Peraí, Caceta
12. Baculejo (ft. Ivete Sangalo)
13. A Mais Pedida (ft. Ivete Sangalo)
14. Selim (ft. Fred Castro)
15. Cintura Fina (ft. Fred Castro)
16. Cera Quente
17. Deixa Eu Falar (ft. Alexandre Carlo)

### DVD
1. Gordelícia
2. Palhas do Coqueiro
3. O Pão da Minha Prima
4. Papeau Nuck Doe
5. Rapante
6. Sereia da Pedreira
7. El Mariachi
8. Nega Jurema
9. I Saw You Saying (That You Say That You Saw) (ft. Rick Campos)
10. Bê a Bá
11. Mulher de Fases (ft. Dinho Ouro Preto)
12. Mas Vó...
13. Dubmundos (ft. Oriente)
14. Bonita
15. Opa! Peraí, Caceta
16. Baculejo (ft. Ivete Sangalo)
17. A Mais Pedida (ft. Ivete Sangalo)
18. Reggae do Manero
19. Selim (ft. Fred Castro)
20. Cintura Fina (ft. Fred Castro)
21. Cera Quente
22. Deixa Eu Falar (ft. Alexandre Carlo)
23. Lugar ao Sol (Charlie Brown Jr. cover) (ft. Marcão Britto)
24. Me Lambe
25. Puteiro em João Pessoa
26. Esporrei na Manivela
27. Eu Quero Ver o Oco

## Créditos

### Raimundos
- Digão: voz e violão
- Canisso: baixolão, ukulele bass e vocal de apoio
- Marquim: violão e vocal de apoio
- Caio Cunha: bateria (exceto em "Selim" e "Cintura Fina") e vocal de apoio

### Músicos convidados
- Marcão Britto: violão e vocal de apoio
- Jorge Bittar: piano, órgão Hammond, sanfona e vocal de apoio
- Renato Azambuja: percussão
- Pedro Vithor: saxofone
- Felippe Pipeta: trompete
- Will Tocalino: trombone
- Alexandre Brasolim: violino e arranjo de cordas
- Juliane Margens: violino
- Samuel Pessatti: violoncelo
- Péricles Gomes: violoncelo
- Michele Passos: arregimentação de cordas